# Peter Tali Coleman
 (janvier 2019).
Si vous disposez d'ouvrages ou d'articles de référence ou si vous connaissez des sites web de qualité traitant du thème abordé ici, merci de compléter l'article en donnant les références utiles à sa vérifiabilité et en les liant à la section « Notes et références ».
Pour les articles homonymes, voir Coleman.
Peter Tali Coleman, né le 8 décembre 1919 à Pago Pago et mort le 28 avril 1997 à Honolulu à Hawaï, est un homme politique des Samoa américaines, gouverneur de ce territoire à trois reprises (1956–1961, 1978–1985 et 1989–1993).

## Biographie
Né à Pago Pago, capitale des Samoa américaines, Coleman étudie à la St. Louis High School à Honolulu. Il rejoint plus tard l'armée américaine, atteignant le grade de capitaine durant la Seconde Guerre mondiale. Il obtient son diplôme de droit à l'université de Georgetown, et devient défenseur public et procureur général du territoire.
En 1956, Coleman est désigné gouverneur des Samoa américaines par le président Dwight Eisenhower. Il est alors la première personne d'origine samoane à exercer cette fonction. À la fin de son mandat, il occupe de nombreuses fonctions dans les îles du pacifique, parmi lesquelles :
- administrateur de district pour les îles Marshall,
- administrateur de district pour les îles Mariannes,
- haut-commissaire adjoint du Territoire sous tutelle des îles du Pacifique.

En 1977, Coleman devient le premier gouverneur directement élu par le peuple des Samoa américaines. Il est réélu en 1980, puis, après un intermède de quatre ans, il est de nouveau élu en 1988.
Membre du Parti républicain, il est le seul gouverneur américain dont les mandats s'étalent sur cinq décennies et la durée totale de ses fonctions constitue le deuxième plus long mandat de gouverneur de l'histoire américaine.
Coleman meurt en 1997 à Honolulu, après deux ans de lutte contre le cancer.